# Euproctis aresca
Euproctis aresca är en fjärilsart som beskrevs av Collenette 1955. Euproctis aresca ingår i släktet Euproctis och familjen tofsspinnare. Inga underarter finns listade i Catalogue of Life.